# Heinz Pommer
Heinz Pommer (* 24. März 1929 in Gera; † 24. November 2004) war ein Generalmajor des Ministeriums für Staatssicherheit (MfS). Er war Leiter der MfS-Bezirksverwaltung Suhl sowie Leiter des Büros der Zentralen Leitung der SV Dynamo.

## Leben
Der Sohn eines Heizers und einer Hausfrau absolvierte nach dem Besuch der Volksschule von 1943 bis 1946 eine Ausbildung zum Bauschlosser.
Bis 1946 war er als Bauschlosser tätig, wechselte 1947 jedoch zur Tätigkeit des Bau- und Transportarbeiters. 1948 fand er eine Anstellung bei der Inspektion Thüringen/Ost der Volkspolizei (VP). 1948 trat Pommer der SED bei. 1949/50 besuchte er die VP-Schule für Kriminalistik und wurde im Anschluss 1951 bei der Kreisdienststelle (KD) Gera des MfS eingestellt. Später wechselte er zur Abteilung IX (Untersuchungsorgan) der Länderverwaltung Thüringen und wurde dort 1952 stellvertretender Abteilungsleiter. 1954 wechselte zur Bezirksverwaltung für Staatssicherheit Leipzig, wo er die Leitung der Abteilung IX übernahm. Von 1960 bis 1963 absolvierte er ein Fernstudium an der Deutschen Akademie für Staat und Recht (DASR) Potsdam und setzte dies ab 1964 an der Humboldt-Universität zu Berlin fort. 1966 erwarb er dort den Titel des Diplom-Juristen mit einer Arbeit zum Thema Die Zusammenfassung des Ermittlungsergebnisses im Schlußbericht bei Staatsverbrechen. 1964 wurde er Stellvertreter Operativ des Leiters der BV Leipzig. 1973 promovierte er zusammen mit Wolfgang Schwanitz an der Hochschule des Ministeriums für Staatssicherheit in Golm zum Dr. jur. mit einer Kollektivdissertation zum Thema Die Qualifizierung der politisch-operativen Arbeit zur Bekämpfung von feindlichen Erscheinungen unter jugendlichen Personen in der DDR. 1975 wurde er zum Offizier für Sonderaufgaben ernannt und übernahm wenig später die Leitung der BV Suhl. 1980 wurde Pommer zum Generalmajor ernannt und war ab 1981 erneut Offizier für Sonderaufgaben.
1982 betraute man ihn mit der Leitung des Büros der Zentralen Leitung der SV Dynamo Berlin. Damit übernahm er die Nachfolge des aus Altersgründen ausgeschiedenen Oberst Heinz Eggebrecht. Im Mai 1984 wurde er zum Mitglied des Präsidiums des Bundesvorstandes des DTSB gewählt und war neben der Leitung der SV Dynamo auch in die Sicherung des Leistungssports einbezogen und ins DDR-Staatsdoping involviert. Im Zuge der Wende in der DDR wurde Pommer im November 1989 von seiner Funktion entbunden und im Januar 1990 schließlich entlassen. Seither lebte Pommer als Rentner in Berlin-Hohenschönhausen.

## Auszeichnungen
- 1988 Orden Banner der Arbeit Stufe I[7]